# Sandra Paños
Sandra Paños (født 4. november 1992) er en spansk fodboldspiller, der spiller som målmand for FC Barcelona og Spaniens kvindefodboldlandshold. 

## Meritter
- Algarve Cup: Vinder 2017